# Liste der Biografien/Casl
Liste der Biografien |
Portal Biografien |
Personensuche
# |
A |
B |
C |
D |
E |
F |
G |
H |
I |
J |
K |
L |
M |
N |
O |
P |
Q |
R |
S |
T |
U |
V |
W |
X |
Y |
Z |
?
 
Ca |
Cb |
Cc |
Ce |
Ch |
Ci |
Cj |
Ck |
Cl |
Cm |
Cn |
Co |
Cr |
Cs |
Ct |
Cu |
Cv |
Cw |
Cy |
Cz
 
Caa–Cag |
Cah |
Cai |
Caj |
Cak |
Cal |
Cam |
Can |
Cao–Cap |
Caq |
Car |
Cas |
Cat–Caz
 
Casa |
Casc |
Casd |
Case |
Casg |
Cash |
Casi |
Cask |
Casl |
Casm |
Casn |
Caso |
Casp |
Casq |
Casr |
Cass |
Cast |
Casu |
Casw |
Casz
Die Liste der Biografien führt alle Personen auf, die in der deutschsprachigen Wikipedia einen Artikel haben. Dieses ist eine Teilliste mit 9 Einträgen von Personen, deren Namen mit den Buchstaben „Casl“ beginnt.

## Casl

### Casla
- Caslano, Reto (1937–2003), Schweizer Dichterarzt
- Câșlaru, Beatrice (* 1975), rumänische Schwimmerin
- Časlav Klonimirović, serbischer Monarch
- Čáslava, Petr (* 1979), tschechischer Eishockeyspieler
- Čáslavská, Věra (1942–2016), tschechoslowakische KunstturnerinVěra Čáslavská (1942–2016)

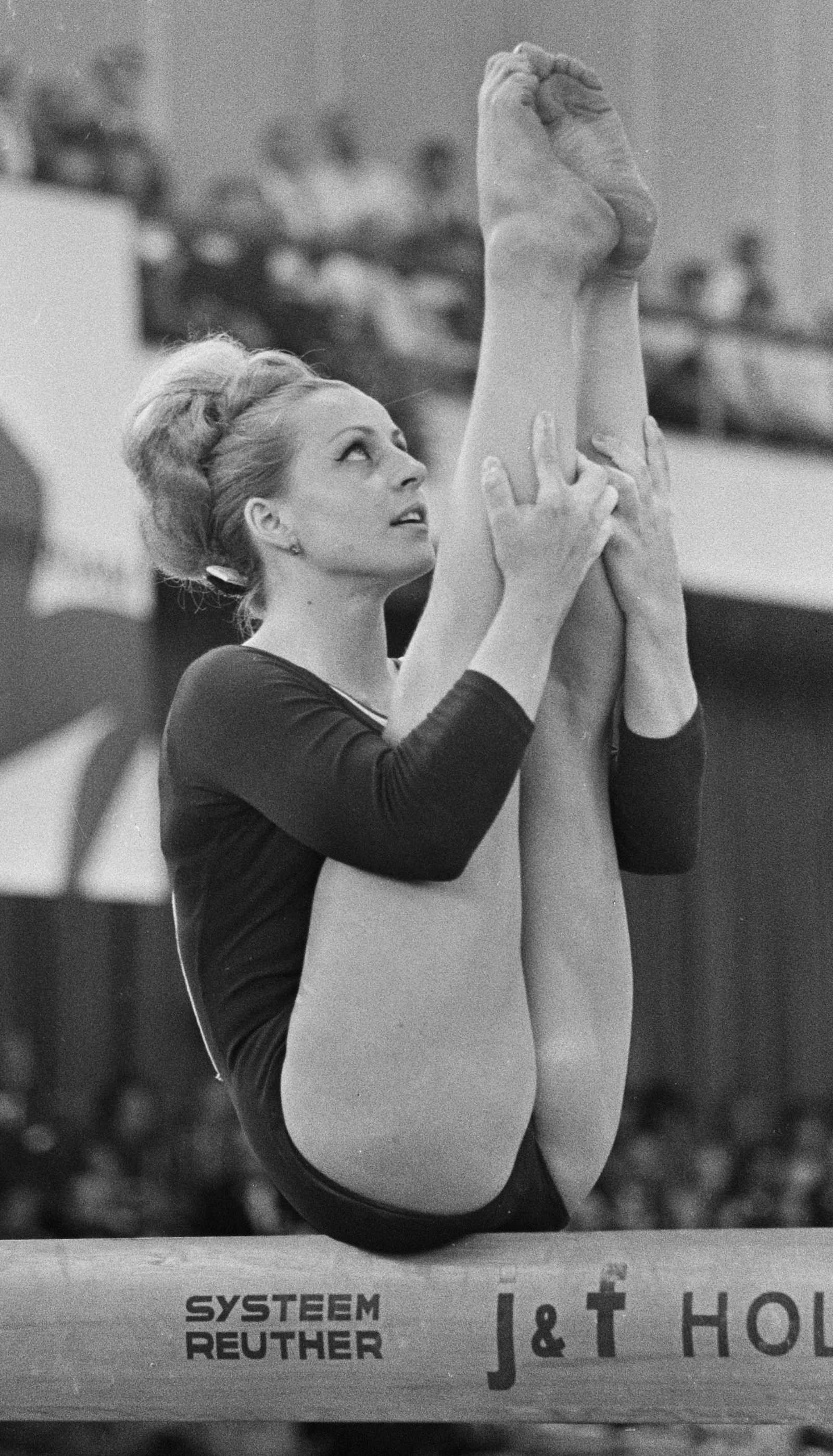
Věra Čáslavská (1942–2016)

### Casle
- Caslen, Robert L. (* 1953), US-amerikanischer Generalleutnant der US Army
- Casley, David († 1754), englischer Bibliograph

### Casll
- Caslli, Petrit (* 1932), albanischer Schwimmer, Schwimmtrainer, Boxer und Basketballschiedsrichter

### Caslo
- Caslon, William (1692–1766), britischer Graveur und Schriftentwerfer